# ۸۹۳ (خورشیدی)
۸۹۳ هشتصد و نود و سومین سال هجری خورشیدی است.

## رویدادها
- ۳۱ مرداد - وقوع جنگ چالدران در دشت چالدران (در شمال آذربایجان غربی) و شکست سپاه قزلباش ایران به فرماندهی شاه اسماعیل یکم صفوی از ارتش عثمانی به فرماندهی سلطان سلیم یکم.